# Campeonato de Fútbol de Costa Rica 1988
La temporada 1988 de la Liga Superior fue la 69.ª edición de la máxima categoría del sistema de Ligas costarricenses de fútbol. Se disputó desde el 14 de agosto de 1988 y concluyó el 27 de agosto de 1989.
El equipo Saprissa se proclamó campeón por ser líder de las fases de clasificación y hexagonal.

## Sistema de competición
La temporada de la Liga Superior estuvo conformada en tres partes:
- Fase de clasificación: Se integró por las 36 jornadas del certamen.
- Fase hexagonal: Se integró por un grupo con los seis mejores equipos.
- Gran final: Eventual serie final entre el líder de la clasificación y el líder de la hexagonal.

### Fase de clasificación
En la fase de clasificación se observó el sistema de puntos. La ubicación en la tabla general, estuvo sujeta a lo siguiente:
- Por juego ganado se otorgaron dos puntos.
- Por juego empatado se otorgó un punto.
- Por juego perdido no se otorgaron puntos.
- El equipo líder y ganador de una vuelta se le otorgó 0,5 puntos como ventaja para la hexagonal.

En esta fase participaron los 10 clubes de la Liga Superior jugando todos contra todos durante las 36 jornadas respectivas a lo largo de la temporada, a visita recíproca durante cuatro vueltas.
El orden de los clubes al final de la fase de clasificación del torneo correspondió a la suma de los puntos obtenidos por cada uno de ellos y se presentó en forma descendente. Si al finalizar las 36 jornadas del torneo, dos o más clubes estuviesen empatados en puntos, su posición en la tabla general fue determinada atendiendo a los siguientes criterios de desempate:
1. Mayor diferencia positiva general de goles. Este resultado se obtiene mediante la sumatoria de los goles anotados a todos los rivales, en cada campeonato menos los goles recibidos de estos.
2. Mayor cantidad de goles a favor, anotados a todos los rivales dentro de la misma competencia.
3. Mejor puntuación particular que hayan conseguido en las confrontaciones particulares entre ellos mismos.
4. Mayor diferencia positiva particular de goles, la cual se obtiene sumando los goles de los equipos empatados y restándole los goles recibidos.
5. Mayor cantidad de goles a favor que hayan conseguido en las confrontaciones entre ellos mismos.
6. Como última alternativa, el ente organizador realizaría un sorteo para el desempate.

El último equipo clasificado sería reemplazado por el campeón de la segunda categoría para la siguiente campaña.

### Fase hexagonal
Al término de las 36 jornadas de la fase anterior, los seis mejores equipos ubicados disputan una hexagonal, y el equipo que obtuvo el primer lugar de la clasificación general se asegura un puesto en la gran final de manera automática. Si este repite su condición de líder, se corona campeón, de lo contrario si otro club consigue el primer lugar de esta segunda fase, se extiende el campeonato a una serie final. En total se desarrollaron 10 fechas de visita recíproca.

### Gran final
Eventual serie final entre el líder de la etapa de clasificación y el líder de la hexagonal a dos partidos para definir un campeón.

## Información de los equipos
Tomaron parte en el torneo diez clubes, teniendo como ascendido el equipo de Uruguay.
| Equipo       | Entrenador          | Ciudad     | Estadio          |
| ------------ | ------------------- | ---------- | ---------------- |
| Alajuelense  | Juan José Gámez     | Alajuela   | Morera Soto      |
| Cartaginés   | Juan Luis Hernández | Cartago    | "Fello" Meza     |
| Guanacasteca | Juan Ramón Ortiz    | Nicoya     | Chorotega        |
| Herediano    | Antonio Moyano      | Heredia    | Rosabal Cordero  |
| Limonense    | Bernardino Chaves   | Limón      | Juan Gobán       |
| Puntarenas   | Marvin Rodríguez    | Puntarenas | "Lito" Pérez     |
| Ramonense    | Álvaro Grant        | San Ramón  | Guillermo Vargas |
| San Carlos   | Juan Colecchio      | Quesada    | Carlos Ugalde    |
| Saprissa     | Josef Bouška        | Tibás      | Ricardo Saprissa |
| Uruguay      | Leroy Lewis         | San Isidro | "Pipilo" Umaña   |

### Relevo de plazas
| Descendido a Liga Mayor |
| ----------------------- |
| Municipal Curridabat    |

| Ascendido de Liga Mayor |
| ----------------------- |
| C. S. Uruguay           |

## Fase de clasificación

### Tabla de posiciones
| Pos. | Equipo               | Pts. | PJ | G  | E  | P  | GF | GC | Dif. | Notas                     |
| ---- | -------------------- | ---- | -- | -- | -- | -- | -- | -- | ---- | ------------------------- |
| 1    | Deportivo Saprissa   | 49   | 36 | 20 | 9  | 7  | 64 | 31 | +33  | Clasifica a la gran final |
| 2    | C. S. Herediano      | 47   | 36 | 18 | 11 | 7  | 39 | 28 | +11  | Clasifica a la hexagonal  |
| 3    | C. S. Cartaginés     | 41   | 36 | 13 | 15 | 8  | 48 | 36 | +12  | Clasifica a la hexagonal  |
| 4    | L. D. Alajuelense    | 39   | 36 | 11 | 17 | 8  | 37 | 36 | +1   | Clasifica a la hexagonal  |
| 5    | Municipal Puntarenas | 38   | 36 | 11 | 16 | 9  | 31 | 28 | +3   | Clasifica a la hexagonal  |
| 6    | A. D. Limonense      | 34   | 36 | 11 | 12 | 13 | 40 | 42 | −2   | Clasifica a la hexagonal  |
| 7    | C. S. Uruguay        | 29   | 36 | 10 | 9  | 17 | 40 | 48 | −8   |                           |
| 8    | A. D. San Carlos     | 29   | 36 | 5  | 19 | 12 | 24 | 41 | −17  |                           |
| 9    | A. D. Guanacasteca   | 28   | 36 | 6  | 16 | 14 | 26 | 41 | −15  |                           |
| 10   | A. D. Ramonense      | 26   | 36 | 9  | 8  | 19 | 31 | 49 | −18  | Descenso de categoría     |

 Fuente: La República
Criterios de clasificación: Puntos · Diferencia de goles · Goles a favor

## Resultados
El calendario de los partidos se dio a conocer el 3 de agosto de 1988.
| Jornada 1         | Jornada 1 | Jornada 1   | Jornada 1          | Jornada 1     | Jornada 1 |
| Local             | Resultado | Visitante   | Estadio            | Fecha         |           |
| ----------------- | --------- | ----------- | ------------------ | ------------- | --------- |
| Herediano         | 0 - 0     | Uruguay     | Rosabal Cordero    | 14 de agosto  |           |
| Limonense         | 1 - 0     | Puntarenas  | Juan Gobán         | 20 de agosto  |           |
| Cartaginés        | 0 - 1     | Saprissa    | Lito Monge         | 21 de agosto  |           |
| San Carlos        | 0 - 0     | Ramonense   | Carlos Ugalde      | 21 de agosto  |           |
| Guanacasteca      | 2 - 1     | Alajuelense | Municipal de Cañas | 13 de octubre |           |
| Total de goles: 5 |           |             |                    |               |           |

| Jornada 2          | Jornada 2 | Jornada 2    | Jornada 2        | Jornada 2        | Jornada 2 |
| Local              | Resultado | Visitante    | Estadio          | Fecha            |           |
| ------------------ | --------- | ------------ | ---------------- | ---------------- | --------- |
| San Carlos         | 1 - 2     | Cartaginés   | Carlos Ugalde    | 27 de agosto     |           |
| Puntarenas         | 1 - 0     | Ramonense    | Lito Pérez       | 28 de agosto     |           |
| Alajuelense        | 4 - 1     | Limonense    | Morera Soto      | 28 de agosto     |           |
| Uruguay            | 3 - 1     | Guanacasteca | Pipilo Umaña     | 28 de agosto     |           |
| Saprissa           | 2 - 1     | Herediano    | Ricardo Saprissa | 28 de septiembre |           |
| Total de goles: 16 |           |              |                  |                  |           |

| Jornada 3          | Jornada 3 | Jornada 3    | Jornada 3        | Jornada 3       | Jornada 3 |
| Local              | Resultado | Visitante    | Estadio          | Fecha           |           |
| ------------------ | --------- | ------------ | ---------------- | --------------- | --------- |
| Limonense          | 3 - 0     | Uruguay      | Juan Gobán       | 3 de septiembre |           |
| Puntarenas         | 2 - 1     | Cartaginés   | Lito Pérez       | 4 de septiembre |           |
| Ramonense          | 0 - 0     | Alajuelense  | Morera Soto      | 4 de septiembre |           |
| Herediano          | 2 - 0     | Guanacasteca | Rosabal Cordero  | 4 de septiembre |           |
| Saprissa           | 4 - 0     | San Carlos   | Ricardo Saprissa | 4 de septiembre |           |
| Total de goles: 12 |           |              |                  |                 |           |

| Jornada 4          | Jornada 4 | Jornada 4  | Jornada 4          | Jornada 4        | Jornada 4 |
| Local              | Resultado | Visitante  | Estadio            | Fecha            |           |
| ------------------ | --------- | ---------- | ------------------ | ---------------- | --------- |
| Alajuelense        | 1 - 3     | Cartaginés | Morera Soto        | 11 de septiembre |           |
| Uruguay            | 2 - 0     | Ramonense  | Pipilo Umaña       | 11 de septiembre |           |
| Puntarenas         | 1 - 0     | Saprissa   | Lito Pérez         | 11 de septiembre |           |
| Guanacasteca       | 2 - 1     | Limonense  | Municipal de Cañas | 28 de septiembre |           |
| San Carlos         | 0 - 0     | Herediano  | Carlos Ugalde      | 12 de octubre    |           |
| Total de goles: 10 |           |            |                    |                  |           |

| Jornada 5          | Jornada 5 | Jornada 5    | Jornada 5        | Jornada 5        | Jornada 5 |
| Local              | Resultado | Visitante    | Estadio          | Fecha            |           |
| ------------------ | --------- | ------------ | ---------------- | ---------------- | --------- |
| Saprissa           | 2 - 2     | Alajuelense  | Ricardo Saprissa | 18 de septiembre |           |
| Uruguay            | 0 - 2     | Cartaginés   | Pipilo Umaña     | 18 de septiembre |           |
| San Carlos         | 1 - 1     | Puntarenas   | Carlos Ugalde    | 18 de septiembre |           |
| Herediano          | 1 - 0     | Limonense    | Rosabal Cordero  | 9 de noviembre   |           |
| Ramonense          | 1 - 2     | Guanacasteca | Guillermo Vargas | 30 de noviembre  |           |
| Total de goles: 12 |           |              |                  |                  |           |

| Jornada 6          | Jornada 6 | Jornada 6  | Jornada 6    | Jornada 6        | Jornada 6 |
| Local              | Resultado | Visitante  | Estadio      | Fecha            |           |
| ------------------ | --------- | ---------- | ------------ | ---------------- | --------- |
| Limonense          | 2 - 1     | Ramonense  | Juan Gobán   | 24 de septiembre |           |
| Guanacasteca       | 0 - 1     | Cartaginés | Chorotega    | 25 de septiembre |           |
| Puntarenas         | 1 - 1     | Herediano  | Lito Pérez   | 25 de septiembre |           |
| Alajuelense        | 0 - 0     | San Carlos | Morera Soto  | 25 de septiembre |           |
| Uruguay            | 2 - 5     | Saprissa   | Pipilo Umaña | 12 de octubre    |           |
| Total de goles: 13 |           |            |              |                  |           |

| Jornada 7         | Jornada 7 | Jornada 7    | Jornada 7        | Jornada 7       | Jornada 7 |
| Local             | Resultado | Visitante    | Estadio          | Fecha           |           |
| ----------------- | --------- | ------------ | ---------------- | --------------- | --------- |
| San Carlos        | 0 - 0     | Uruguay      | Carlos Ugalde    | 1 de octubre    |           |
| Cartaginés        | 2 - 1     | Limonense    | Lito Monge       | 2 de octubre    |           |
| Puntarenas        | 0 - 0     | Alajuelense  | Lito Pérez       | 2 de octubre    |           |
| Saprissa          | 1 - 0     | Guanacasteca | Ricardo Saprissa | 2 de noviembre  |           |
| Herediano         | 0 - 1     | Ramonense    | Rosabal Cordero  | 23 de noviembre |           |
| Total de goles: 5 |           |              |                  |                 |           |

| Jornada 8          | Jornada 8 | Jornada 8   | Jornada 8       | Jornada 8    | Jornada 8 |
| Local              | Resultado | Visitante   | Estadio         | Fecha        |           |
| ------------------ | --------- | ----------- | --------------- | ------------ | --------- |
| Limonense          | 3 - 3     | Saprissa    | Juan Gobán      | 8 de octubre |           |
| Ramonense          | 1 - 0     | Cartaginés  | Morera Soto     | 9 de octubre |           |
| Uruguay            | 1 - 1     | Puntarenas  | Pipilo Umaña    | 9 de octubre |           |
| Guanacasteca       | 0 - 0     | San Carlos  | Chorotega       | 9 de octubre |           |
| Herediano          | 2 - 0     | Alajuelense | Rosabal Cordero | 9 de octubre |           |
| Total de goles: 11 |           |             |                 |              |           |

| Jornada 9         | Jornada 9 | Jornada 9    | Jornada 9        | Jornada 9      | Jornada 9 |
| Local             | Resultado | Visitante    | Estadio          | Fecha          |           |
| ----------------- | --------- | ------------ | ---------------- | -------------- | --------- |
| San Carlos        | 0 - 0     | Limonense    | Carlos Ugalde    | 15 de octubre  |           |
| Cartaginés        | 0 - 0     | Herediano    | Morera Soto      | 16 de octubre  |           |
| Alajuelense       | 1 - 0     | Uruguay      | Morera Soto      | 16 de octubre  |           |
| Puntarenas        | 0 - 0     | Guanacasteca | Lito Pérez       | 16 de octubre  |           |
| Saprissa          | 4 - 1     | Ramonense    | Ricardo Saprissa | 9 de noviembre |           |
| Total de goles: 6 |           |              |                  |                |           |

| Jornada 10         | Jornada 10 | Jornada 10   | Jornada 10       | Jornada 10    | Jornada 10 |
| Local              | Resultado  | Visitante    | Estadio          | Fecha         |            |
| ------------------ | ---------- | ------------ | ---------------- | ------------- | ---------- |
| Uruguay            | 2 - 2      | Herediano    | Pipilo Umaña     | 30 de octubre |            |
| Saprissa           | 1 - 1      | Cartaginés   | Ricardo Saprissa | 30 de octubre |            |
| Ramonense          | 1 - 0      | San Carlos   | Guillermo Vargas | 30 de octubre |            |
| Puntarenas         | 1 - 1      | Limonense    | Lito Pérez       | 30 de octubre |            |
| Alajuelense        | 3 - 1      | Guanacasteca | Morera Soto      | 30 de octubre |            |
| Total de goles: 13 |            |              |                  |               |            |

| Jornada 11         | Jornada 11 | Jornada 11  | Jornada 11       | Jornada 11     | Jornada 11 |
| Local              | Resultado  | Visitante   | Estadio          | Fecha          |            |
| ------------------ | ---------- | ----------- | ---------------- | -------------- | ---------- |
| Limonense          | 1 - 2      | Alajuelense | Juan Gobán       | 5 de noviembre |            |
| Herediano          | 2 - 1      | Saprissa    | Rosabal Cordero  | 6 de noviembre |            |
| San Carlos         | 3 - 3      | Cartaginés  | Carlos Ugalde    | 6 de noviembre |            |
| Ramonense          | 1 - 1      | Puntarenas  | Guillermo Vargas | 6 de noviembre |            |
| Guanacasteca       | 1 - 1      | Uruguay     | Chorotega        | 6 de noviembre |            |
| Total de goles: 16 |            |             |                  |                |            |

| Jornada 12         | Jornada 12 | Jornada 12 | Jornada 12    | Jornada 12      | Jornada 12 |
| Local              | Resultado  | Visitante  | Estadio       | Fecha           |            |
| ------------------ | ---------- | ---------- | ------------- | --------------- | ---------- |
| Guanacasteca       | 0 - 2      | Herediano  | Chorotega     | 13 de noviembre |            |
| Uruguay            | 0 - 2      | Limonense  | Pipilo Umaña  | 13 de noviembre |            |
| San Carlos         | 3 - 2      | Saprissa   | Carlos Ugalde | 13 de noviembre |            |
| Cartaginés         | 1 - 2      | Puntarenas | Fello Meza    | 16 de noviembre |            |
| Alajuelense        | 1 - 0      | Ramonense  | Morera Soto   | 16 de noviembre |            |
| Total de goles: 13 |            |            |               |                 |            |

| Jornada 13         | Jornada 13 | Jornada 13   | Jornada 13       | Jornada 13      | Jornada 13 |
| Local              | Resultado  | Visitante    | Estadio          | Fecha           |            |
| ------------------ | ---------- | ------------ | ---------------- | --------------- | ---------- |
| Herediano          | 2 - 1      | San Carlos   | Rosabal Cordero  | 19 de noviembre |            |
| Limonense          | 2 - 2      | Guanacasteca | Juan Gobán       | 19 de noviembre |            |
| Ramonense          | 0 - 1      | Uruguay      | Guillermo Vargas | 20 de noviembre |            |
| Cartaginés         | 2 - 2      | Alajuelense  | Fello Meza       | 20 de noviembre |            |
| Saprissa           | 2 - 0      | Puntarenas   | Ricardo Saprissa | 20 de noviembre |            |
| Total de goles: 14 |            |              |                  |                 |            |

| Jornada 14         | Jornada 14 | Jornada 14 | Jornada 14  | Jornada 14      | Jornada 14 |
| Local              | Resultado  | Visitante  | Estadio     | Fecha           |            |
| ------------------ | ---------- | ---------- | ----------- | --------------- | ---------- |
| Limonense          | 3 - 0      | Herediano  | Juan Gobán  | 26 de noviembre |            |
| Cartaginés         | 3 - 0      | Uruguay    | Fello Meza  | 26 de noviembre |            |
| Guanacasteca       | 1 - 3      | Ramonense  | Chorotega   | 26 de noviembre |            |
| Puntarenas         | 2 - 1      | San Carlos | Lito Pérez  | 26 de noviembre |            |
| Alajuelense        | 0 - 3      | Saprissa   | Morera Soto | 21 de diciembre |            |
| Total de goles: 16 |            |            |             |                 |            |

| Jornada 15        | Jornada 15 | Jornada 15   | Jornada 15       | Jornada 15      | Jornada 15 |
| Local             | Resultado  | Visitante    | Estadio          | Fecha           |            |
| ----------------- | ---------- | ------------ | ---------------- | --------------- | ---------- |
| Herediano         | 1 - 0      | Puntarenas   | Rosabal Cordero  | 3 de diciembre  |            |
| Cartaginés        | 0 - 0      | Guanacasteca | Fello Meza       | 4 de diciembre  |            |
| Ramonense         | 1 - 1      | Limonense    | Guillermo Vargas | 4 de diciembre  |            |
| San Carlos        | 2 - 2      | Alajuelense  | Carlos Ugalde    | 8 de diciembre  |            |
| Saprissa          | 0 - 1      | Uruguay      | Ricardo Saprissa | 15 de diciembre |            |
| Total de goles: 8 |            |              |                  |                 |            |

| Jornada 16        | Jornada 16 | Jornada 16 | Jornada 16       | Jornada 16      | Jornada 16 |
| Local             | Resultado  | Visitante  | Estadio          | Fecha           |            |
| ----------------- | ---------- | ---------- | ---------------- | --------------- | ---------- |
| Limonense         | 4 - 1      | Cartaginés | Juan Gobán       | 10 de diciembre |            |
| Ramonense         | 0 - 1      | Herediano  | Guillermo Vargas | 11 de diciembre |            |
| Alajuelense       | 0 - 0      | Puntarenas | Morera Soto      | 11 de diciembre |            |
| Uruguay           | 2 - 1      | San Carlos | Pipilo Umaña     | 11 de diciembre |            |
| Guanacasteca      | 0 - 0      | Saprissa   | Chorotega        | 11 de diciembre |            |
| Total de goles: 9 |            |            |                  |                 |            |

| Jornada 17         | Jornada 17 | Jornada 17   | Jornada 17       | Jornada 17      | Jornada 17 |
| Local              | Resultado  | Visitante    | Estadio          | Fecha           |            |
| ------------------ | ---------- | ------------ | ---------------- | --------------- | ---------- |
| Alajuelense        | 1 - 1      | Herediano    | Morera Soto      | 17 de diciembre |            |
| San Carlos         | 0 - 0      | Guanacasteca | Carlos Ugalde    | 17 de diciembre |            |
| Puntarenas         | 2 - 1      | Uruguay      | Lito Pérez       | 18 de diciembre |            |
| Cartaginés         | 2 - 1      | Ramonense    | Fello Meza       | 18 de diciembre |            |
| Saprissa           | 2 - 0      | Limonense    | Ricardo Saprissa | 18 de diciembre |            |
| Total de goles: 10 |            |              |                  |                 |            |

| Jornada 18         | Jornada 18 | Jornada 18  | Jornada 18       | Jornada 18      | Jornada 18 |
| Local              | Resultado  | Visitante   | Estadio          | Fecha           |            |
| ------------------ | ---------- | ----------- | ---------------- | --------------- | ---------- |
| Limonense          | 2 - 0      | San Carlos  | Juan Gobán       | 24 de diciembre |            |
| Guanacasteca       | 1 - 0      | Puntarenas  | Chorotega        | 24 de diciembre |            |
| Herediano          | 2 - 0      | Cartaginés  | Rosabal Cordero  | 25 de diciembre |            |
| Uruguay            | 2 - 3      | Alajuelense | Pipilo Umaña     | 25 de diciembre |            |
| Ramonense          | 1 - 3      | Saprissa    | Guillermo Vargas | 25 de diciembre |            |
| Total de goles: 14 |            |             |                  |                 |            |

| Jornada 19        | Jornada 19 | Jornada 19  | Jornada 19       | Jornada 19      | Jornada 19 |
| Local             | Resultado  | Visitante   | Estadio          | Fecha           |            |
| ----------------- | ---------- | ----------- | ---------------- | --------------- | ---------- |
| Herediano         | 1 - 0      | Uruguay     | Rosabal Cordero  | 30 de diciembre |            |
| Cartaginés        | 0 - 0      | Saprissa    | Fello Meza       | 30 de diciembre |            |
| Ramonense         | 2 - 1      | San Carlos  | Guillermo Vargas | 31 de diciembre |            |
| Limonense         | 0 - 0      | Puntarenas  | Juan Gobán       | 31 de diciembre |            |
| Guanacasteca      | 1 - 1      | Alajuelense | Chorotega        | 31 de diciembre |            |
| Total de goles: 6 |            |             |                  |                 |            |

| Jornada 20         | Jornada 20 | Jornada 20   | Jornada 20       | Jornada 20 | Jornada 20 |
| Local              | Resultado  | Visitante    | Estadio          | Fecha      |            |
| ------------------ | ---------- | ------------ | ---------------- | ---------- | ---------- |
| Saprissa           | 4 - 0      | Herediano    | Ricardo Saprissa |            |            |
| Alajuelense        | 1 - 0      | Limonense    | Morera Soto      |            |            |
| Puntarenas         | 0 - 0      | Ramonense    | Lito Pérez       |            |            |
| Cartaginés         | 0 - 0      | San Carlos   | Fello Meza       |            |            |
| Uruguay            | 2 - 3      | Guanacasteca | Pipilo Umaña     |            |            |
| Total de goles: 10 |            |              |                  |            |            |

| Jornada 21        | Jornada 21 | Jornada 21   | Jornada 21       | Jornada 21 | Jornada 21 |
| Local             | Resultado  | Visitante    | Estadio          | Fecha      |            |
| ----------------- | ---------- | ------------ | ---------------- | ---------- | ---------- |
| Herediano         | 1 - 0      | Guanacasteca | Rosabal Cordero  |            |            |
| Cartaginés        | 1 - 1      | Puntarenas   | Fello Meza       |            |            |
| Ramonense         | 2 - 2      | Alajuelense  | Guillermo Vargas |            |            |
| Limonense         | 1 - 0      | Uruguay      | Juan Gobán       |            |            |
| Saprissa          | 0 - 0      | San Carlos   | Ricardo Saprissa |            |            |
| Total de goles: 8 |            |              |                  |            |            |

| Jornada 22         | Jornada 22 | Jornada 22 | Jornada 22    | Jornada 22 | Jornada 22 |
| Local              | Resultado  | Visitante  | Estadio       | Fecha      |            |
| ------------------ | ---------- | ---------- | ------------- | ---------- | ---------- |
| Guanacasteca       | 0 - 1      | Limonense  | Chorotega     |            |            |
| Alajuelense        | 1 - 1      | Cartaginés | Morera Soto   |            |            |
| Uruguay            | 3 - 1      | Ramonense  | Pipilo Umaña  |            |            |
| San Carlos         | 1 - 2      | Herediano  | Carlos Ugalde |            |            |
| Puntarenas         | 2 - 1      | Saprissa   | Lito Pérez    |            |            |
| Total de goles: 13 |            |            |               |            |            |

| Jornada 23         | Jornada 23 | Jornada 23   | Jornada 23       | Jornada 23 | Jornada 23 |
| Local              | Resultado  | Visitante    | Estadio          | Fecha      |            |
| ------------------ | ---------- | ------------ | ---------------- | ---------- | ---------- |
| Herediano          | 3 - 1      | Limonense    | Rosabal Cordero  |            |            |
| Cartaginés         | 1 - 1      | Uruguay      | Fello Meza       |            |            |
| Ramonense          | 2 - 0      | Guanacasteca | Guillermo Vargas |            |            |
| San Carlos         | 2 - 1      | Puntarenas   | Carlos Ugalde    |            |            |
| Saprissa           | 1 - 0      | Alajuelense  | Ricardo Saprissa |            |            |
| Total de goles: 12 |            |              |                  |            |            |

| Jornada 24         | Jornada 24 | Jornada 24 | Jornada 24   | Jornada 24   | Jornada 24 |
| Local              | Resultado  | Visitante  | Estadio      | Fecha        |            |
| ------------------ | ---------- | ---------- | ------------ | ------------ | ---------- |
| Alajuelense        | 0 - 0      | San Carlos | Morera Soto  | 4 de febrero |            |
| Limonense          | 1 - 1      | Ramonense  | Juan Gobán   | 4 de febrero |            |
| Guanacasteca       | 1 - 1      | Cartaginés | Chorotega    | 5 de febrero |            |
| Puntarenas         | 1 - 0      | Herediano  | Lito Pérez   | 5 de febrero |            |
| Uruguay            | 4 - 1      | Saprissa   | Pipilo Umaña | 5 de febrero |            |
| Total de goles: 10 |            |            |              |              |            |

| Jornada 25        | Jornada 25 | Jornada 25   | Jornada 25       | Jornada 25    | Jornada 25 |
| Local             | Resultado  | Visitante    | Estadio          | Fecha         |            |
| ----------------- | ---------- | ------------ | ---------------- | ------------- | ---------- |
| Herediano         | 2 - 1      | Ramonense    | Rosabal Cordero  | 12 de febrero |            |
| Cartaginés        | 1 - 0      | Limonense    | Fello Meza       | 12 de febrero |            |
| Puntarenas        | 0 - 2      | Alajuelense  | Lito Pérez       | 12 de febrero |            |
| San Carlos        | 1 - 0      | Uruguay      | Carlos Ugalde    | 12 de febrero |            |
| Saprissa          | 1 - 0      | Guanacasteca | Ricardo Saprissa | 12 de febrero |            |
| Total de goles: 8 |            |              |                  |               |            |

| Jornada 26        | Jornada 26 | Jornada 26  | Jornada 26       | Jornada 26    | Jornada 26 |
| Local             | Resultado  | Visitante   | Estadio          | Fecha         |            |
| ----------------- | ---------- | ----------- | ---------------- | ------------- | ---------- |
| Herediano         | 0 - 0      | Alajuelense | Rosabal Cordero  | 18 de febrero |            |
| Limonense         | 0 - 0      | Saprissa    | Juan Gobán       | 18 de febrero |            |
| Ramonense         | 1 - 2      | Cartaginés  | Guillermo Vargas | 18 de febrero |            |
| Guanacasteca      | 0 - 0      | San Carlos  | Chorotega        | 18 de febrero |            |
| Uruguay           | 0 - 0      | Puntarenas  | Pipilo Umaña     | 18 de febrero |            |
| Total de goles: 3 |            |             |                  |               |            |

| Jornada 27        | Jornada 27 | Jornada 27   | Jornada 27       | Jornada 27    | Jornada 27 |
| Local             | Resultado  | Visitante    | Estadio          | Fecha         |            |
| ----------------- | ---------- | ------------ | ---------------- | ------------- | ---------- |
| Puntarenas        | 0 - 0      | Guanacasteca | Lito Pérez       | 25 de febrero |            |
| Saprissa          | 2 - 0      | Ramonense    | Ricardo Saprissa | 25 de febrero |            |
| Cartaginés        | 4 - 1      | Herediano    | Fello Meza       | 26 de febrero |            |
| Alajuelense       | 0 - 2      | Uruguay      | Morera Soto      | 26 de febrero |            |
| San Carlos        | 0 - 0      | Limonense    | Carlos Ugalde    | 1 de marzo    |            |
| Total de goles: 9 |            |              |                  |               |            |

| Jornada 28         | Jornada 28 | Jornada 28   | Jornada 28       | Jornada 28 | Jornada 28 |
| Local              | Resultado  | Visitante    | Estadio          | Fecha      |            |
| ------------------ | ---------- | ------------ | ---------------- | ---------- | ---------- |
| Puntarenas         | 3 - 0      | Limonense    | Lito Pérez       | 4 de marzo |            |
| Saprissa           | 2 - 1      | Cartaginés   | Ricardo Saprissa | 5 de marzo |            |
| San Carlos         | 1 - 0      | Ramonense    | Carlos Ugalde    | 5 de marzo |            |
| Uruguay            | 2 - 2      | Herediano    | Pipilo Umaña     | 5 de marzo |            |
| Alajuelense        | 1 - 0      | Guanacasteca | Morera Soto      | 5 de marzo |            |
| Total de goles: 12 |            |              |                  |            |            |

| Jornada 29        | Jornada 29 | Jornada 29  | Jornada 29       | Jornada 29  | Jornada 29 |
| Local             | Resultado  | Visitante   | Estadio          | Fecha       |            |
| ----------------- | ---------- | ----------- | ---------------- | ----------- | ---------- |
| Limonense         | 1 - 1      | Alajuelense | Juan Gobán       | 11 de marzo |            |
| Cartaginés        | 1 - 1      | San Carlos  | Fello Meza       | 12 de marzo |            |
| Ramonense         | 1 - 0      | Puntarenas  | Guillermo Vargas | 12 de marzo |            |
| Herediano         | 1 - 0      | Saprissa    | Rosabal Cordero  | 12 de marzo |            |
| Guanacasteca      | 1 - 2      | Uruguay     | Chorotega        | 12 de marzo |            |
| Total de goles: 9 |            |             |                  |             |            |

| Jornada 30         | Jornada 30 | Jornada 30 | Jornada 30    | Jornada 30  | Jornada 30 |
| Local              | Resultado  | Visitante  | Estadio       | Fecha       |            |
| ------------------ | ---------- | ---------- | ------------- | ----------- | ---------- |
| Guanacasteca       | 1 - 1      | Herediano  | Chorotega     | 18 de marzo |            |
| Puntarenas         | 1 - 0      | Cartaginés | Lito Pérez    | 18 de marzo |            |
| Alajuelense        | 1 - 1      | Ramonense  | Morera Soto   | 18 de marzo |            |
| Uruguay            | 0 - 1      | Limonense  | Pipilo Umaña  | 18 de marzo |            |
| San Carlos         | 2 - 5      | Saprissa   | Carlos Ugalde | 18 de marzo |            |
| Total de goles: 13 |            |            |               |             |            |

| Jornada 31         | Jornada 31 | Jornada 31   | Jornada 31       | Jornada 31 | Jornada 31 |
| Local              | Resultado  | Visitante    | Estadio          | Fecha      |            |
| ------------------ | ---------- | ------------ | ---------------- | ---------- | ---------- |
| Limonense          | 1 - 0      | Guanacasteca | Juan Gobán       | 1 de abril |            |
| Ramonense          | 2 - 1      | Uruguay      | Guillermo Vargas | 1 de abril |            |
| Herediano          | 3 - 0      | San Carlos   | Rosabal Cordero  | 5 de abril |            |
| Saprissa           | 1 - 1      | Puntarenas   | Ricardo Saprissa | 5 de abril |            |
| Cartaginés         | 1 - 0      | Alajuelense  | Fello Meza       | 20 de mayo |            |
| Total de goles: 10 |            |              |                  |            |            |

| Jornada 32        | Jornada 32 | Jornada 32 | Jornada 32       | Jornada 32  | Jornada 32 |
| Local             | Resultado  | Visitante  | Estadio          | Fecha       |            |
| ----------------- | ---------- | ---------- | ---------------- | ----------- | ---------- |
| Uruguay           | 1 - 1      | Cartaginés | Ricardo Saprissa | 29 de marzo |            |
| Guanacasteca      | 2 - 1      | Ramonense  | Chorotega        | 9 de abril  |            |
| Puntarenas        | 0 - 1      | San Carlos | Lito Pérez       | 9 de abril  |            |
| Limonense         | 0 - 0      | Herediano  | Juan Gobán       | 19 de abril |            |
| Alajuelense       | 0 - 2      | Saprissa   | Morera Soto      | 19 de abril |            |
| Total de goles: 8 |            |            |                  |             |            |

| Jornada 33        | Jornada 33 | Jornada 33   | Jornada 33       | Jornada 33 | Jornada 33 |
| Local             | Resultado  | Visitante    | Estadio          | Fecha      |            |
| ----------------- | ---------- | ------------ | ---------------- | ---------- | ---------- |
| Herediano         | 1 - 0      | Puntarenas   | Rosabal Cordero  | 6 de mayo  |            |
| Cartaginés        | 2 - 0      | Guanacasteca | Fello Meza       | 7 de mayo  |            |
| Ramonense         | 2 - 1      | Limonense    | Guillermo Vargas | 7 de mayo  |            |
| San Carlos        | 0 - 0      | Alajuelense  | Carlos Ugalde    | 7 de mayo  |            |
| Saprissa          | 1 - 0      | Uruguay      | Ricardo Saprissa | 7 de mayo  |            |
| Total de goles: 7 |            |              |                  |            |            |

| Jornada 34         | Jornada 34 | Jornada 34 | Jornada 34       | Jornada 34  | Jornada 34 |
| Local              | Resultado  | Visitante  | Estadio          | Fecha       |            |
| ------------------ | ---------- | ---------- | ---------------- | ----------- | ---------- |
| Uruguay            | 3 - 0      | San Carlos | Pipilo Umaña     | 23 de abril |            |
| Alajuelense        | 1 - 1      | Puntarenas | Morera Soto      | 10 de mayo  |            |
| Limonense          | 2 - 3      | Cartaginés | Juan Gobán       | 29 de junio |            |
| Ramonense          | 0 - 1      | Herediano  | Guillermo Vargas | 29 de junio |            |
| Guanacasteca       | 0 - 0      | Saprissa   | Chorotega        | 29 de junio |            |
| Total de goles: 11 |            |            |                  |             |            |

| Jornada 35         | Jornada 35 | Jornada 35   | Jornada 35       | Jornada 35 | Jornada 35 |
| Local              | Resultado  | Visitante    | Estadio          | Fecha      |            |
| ------------------ | ---------- | ------------ | ---------------- | ---------- | ---------- |
| Alajuelense        | 1 - 0      | Herediano    | Morera Soto      | 14 de mayo |            |
| Cartaginés         | 4 - 0      | Ramonense    | Fello Meza       | 14 de mayo |            |
| Puntarenas         | 2 - 0      | Uruguay      | Lito Pérez       | 14 de mayo |            |
| San Carlos         | 0 - 0      | Guanacasteca | Carlos Ugalde    | 14 de mayo |            |
| Saprissa           | 4 - 1      | Limonense    | Ricardo Saprissa | 14 de mayo |            |
| Total de goles: 12 |            |              |                  |            |            |

| Jornada 36         | Jornada 36 | Jornada 36  | Jornada 36       | Jornada 36 | Jornada 36 |
| Local              | Resultado  | Visitante   | Estadio          | Fecha      |            |
| ------------------ | ---------- | ----------- | ---------------- | ---------- | ---------- |
| Uruguay            | 1 - 2      | Alajuelense | Pipilo Umaña     | 28 de mayo |            |
| Limonense          | 1 - 1      | San Carlos  | Juan Gobán       | 3 de junio |            |
| Herediano          | 0 - 0      | Cartaginés  | Rosabal Cordero  | 2 de julio |            |
| Guanacasteca       | 3 - 3      | Puntarenas  | Chorotega        | 2 de julio |            |
| Ramonense          | 1 - 3      | Saprissa    | Guillermo Vargas | 2 de julio |            |
| Total de goles: 15 |            |             |                  |            |            |

## Segunda fase

### Clasificación de la hexagonal
| Pos. | Equipo                 | Pts. | PJ | G | E | P | GF | GC | Dif. | Notas                     |
| ---- | ---------------------- | ---- | -- | - | - | - | -- | -- | ---- | ------------------------- |
| 1    | Deportivo Saprissa (C) | 15   | 10 | 5 | 4 | 1 | 21 | 7  | +14  | Clasifica a la gran final |
| 2    | L. D. Alajuelense      | 13   | 10 | 4 | 5 | 1 | 15 | 7  | +8   |                           |
| 3    | Municipal Puntarenas   | 12   | 10 | 5 | 2 | 3 | 14 | 17 | −3   |                           |
| 4    | C. S. Cartaginés       | 10.5 | 10 | 5 | 0 | 5 | 11 | 12 | −1   |                           |
| 5    | C. S. Herediano        | 8.5  | 10 | 2 | 4 | 4 | 10 | 14 | −4   |                           |
| 6    | A. D. Limonense        | 3    | 10 | 0 | 3 | 7 | 9  | 23 | −14  |                           |

 Fuente: La República
Criterios de clasificación: Puntos · Diferencia de goles · Goles a favor
Notas:
1. ↑  Saprissa obtuvo 1 punto adicional en la hexagonal por ganar la primera y cuarta vuelta vuelta del torneo.[2]
2. ↑  Cartaginés obtuvo 0,5 puntos adicionales en la hexagonal por ganar la tercera vuelta vuelta del torneo.
3. ↑  Herediano obtuvo 0,5 puntos adicionales en la hexagonal por ganar la segunda vuelta vuelta del torneo.

|                                        |
|                                        |
| Campeón Deportivo Saprissa 17.º título |

### Resultados
El calendario de los partidos se dio a conocer el 5 de julio de 1989.
| Jornada 1         | Jornada 1 | Jornada 1   | Jornada 1        | Jornada 1   | Jornada 1 |
| Local             | Resultado | Visitante   | Estadio          | Fecha       |           |
| ----------------- | --------- | ----------- | ---------------- | ----------- | --------- |
| Limonense         | 1 - 1     | Herediano   | Juan Gobán       | 22 de julio |           |
| Saprissa          | 2 - 2     | Alajuelense | Ricardo Saprissa | 23 de julio |           |
| Cartaginés        | 2 - 1     | Puntarenas  | Fello Meza       | 23 de julio |           |
| Total de goles: 9 |           |             |                  |             |           |

| Jornada 2         | Jornada 2 | Jornada 2  | Jornada 2       | Jornada 2   | Jornada 2 |
| Local             | Resultado | Visitante  | Estadio         | Fecha       |           |
| ----------------- | --------- | ---------- | --------------- | ----------- | --------- |
| Puntarenas        | 2 - 1     | Limonense  | Lito Pérez      | 25 de julio |           |
| Herediano         | 0 - 0     | Saprissa   | Rosabal Cordero | 9 de agosto |           |
| Alajuelense       | 1 - 0     | Cartaginés | Morera Soto     | 9 de agosto |           |
| Total de goles: 4 |           |            |                 |             |           |

| Jornada 3         | Jornada 3 | Jornada 3  | Jornada 3        | Jornada 3   | Jornada 3 |
| Local             | Resultado | Visitante  | Estadio          | Fecha       |           |
| ----------------- | --------- | ---------- | ---------------- | ----------- | --------- |
| Saprissa          | 3 - 3     | Puntarenas | Ricardo Saprissa | 30 de julio |           |
| Cartaginés        | 2 - 1     | Limonense  | Fello Meza       | 30 de julio |           |
| Alajuelense       | 0 - 0     | Herediano  | Morera Soto      | 30 de julio |           |
| Total de goles: 9 |           |            |                  |             |           |

| Jornada 4         | Jornada 4 | Jornada 4   | Jornada 4  | Jornada 4   | Jornada 4 |
| Local             | Resultado | Visitante   | Estadio    | Fecha       |           |
| ----------------- | --------- | ----------- | ---------- | ----------- | --------- |
| Limonense         | 0 - 2     | Saprissa    | Juan Gobán | 2 de agosto |           |
| Cartaginés        | 1 - 2     | Herediano   | Fello Meza | 2 de agosto |           |
| Puntarenas        | 1 - 0     | Alajuelense | Lito Pérez | 2 de agosto |           |
| Total de goles: 6 |           |             |            |             |           |

| Jornada 5          | Jornada 5 | Jornada 5  | Jornada 5        | Jornada 5   | Jornada 5 |
| Local              | Resultado | Visitante  | Estadio          | Fecha       |           |
| ------------------ | --------- | ---------- | ---------------- | ----------- | --------- |
| Saprissa           | 3 - 0     | Cartaginés | Ricardo Saprissa | 6 de agosto |           |
| Herediano          | 0 - 2     | Puntarenas | Rosabal Cordero  | 6 de agosto |           |
| Alajuelense        | 4 - 2     | Limonense  | Morera Soto      | 6 de agosto |           |
| Total de goles: 11 |           |            |                  |             |           |

| Jornada 6         | Jornada 6 | Jornada 6  | Jornada 6       | Jornada 6    | Jornada 6 |
| Local             | Resultado | Visitante  | Estadio         | Fecha        |           |
| ----------------- | --------- | ---------- | --------------- | ------------ | --------- |
| Alajuelense       | 0 - 0     | Saprissa   | Morera Soto     | 13 de agosto |           |
| Herediano         | 4 - 1     | Limonense  | Rosabal Cordero | 13 de agosto |           |
| Puntarenas        | 1 - 0     | Cartaginés | Lito Pérez      | 13 de agosto |           |
| Total de goles: 6 |           |            |                 |              |           |

| Jornada 7         | Jornada 7 | Jornada 7   | Jornada 7  | Jornada 7    | Jornada 7 |
| Local             | Resultado | Visitante   | Estadio    | Fecha        |           |
| ----------------- | --------- | ----------- | ---------- | ------------ | --------- |
| Limonense         | 2 - 2     | Puntarenas  | Juan Gobán | 15 de agosto |           |
| Saprissa          | 3 - 0     | Herediano   | Nacional   | 16 de agosto |           |
| Cartaginés        | 0 - 1     | Alajuelense | Fello Meza | 16 de agosto |           |
| Total de goles: 8 |           |             |            |              |           |

| Jornada 8         | Jornada 8 | Jornada 8   | Jornada 8       | Jornada 8    | Jornada 8 |
| Local             | Resultado | Visitante   | Estadio         | Fecha        |           |
| ----------------- | --------- | ----------- | --------------- | ------------ | --------- |
| Limonense         | 0 - 1     | Cartaginés  | Juan Gobán      | 19 de agosto |           |
| Puntarenas        | 0 - 3     | Saprissa    | Lito Pérez      | 20 de agosto |           |
| Herediano         | 1 - 1     | Alajuelense | Rosabal Cordero | 20 de agosto |           |
| Total de goles: 6 |           |             |                 |              |           |

| Jornada 9          | Jornada 9 | Jornada 9  | Jornada 9       | Jornada 9    | Jornada 9 |
| Local              | Resultado | Visitante  | Estadio         | Fecha        |           |
| ------------------ | --------- | ---------- | --------------- | ------------ | --------- |
| Saprissa (C)       | 4 - 0     | Limonense  | Nacional        | 23 de agosto |           |
| Herediano          | 1 - 3     | Cartaginés | Rosabal Cordero | 23 de agosto |           |
| Alajuelense        | 5 - 0     | Puntarenas | Morera Soto     | 23 de agosto |           |
| Total de goles: 13 |           |            |                 |              |           |

| Jornada 10        | Jornada 10 | Jornada 10  | Jornada 10 | Jornada 10   | Jornada 10 |
| Local             | Resultado  | Visitante   | Estadio    | Fecha        |            |
| ----------------- | ---------- | ----------- | ---------- | ------------ | ---------- |
| Cartaginés        | 2 - 1      | Saprissa    | Fello Meza | 27 de agosto |            |
| Puntarenas        | 2 - 1      | Herediano   | Lito Pérez | 27 de agosto |            |
| Limonense         | 1 - 1      | Alajuelense | Juan Gobán | 27 de agosto |            |
| Total de goles: 8 |            |             |            |              |            |

## Estadísticas

### Tabla de goleadores
Lista con los máximos anotadores de la temporada.
| Pos. | Jugador             | Equipo      | Goles |
| ---- | ------------------- | ----------- | ----- |
| 1.º  | Evaristo Coronado   | Saprissa    | 19    |
| 2.º  | Adonis Hilario      | Saprissa    | 14    |
| =    | Juan Cayasso        | Saprissa    | 14    |
| 4.º  | Hernán Medford      | Saprissa    | 13    |
| 5.º  | Róger Gómez         | Cartaginés  | 11    |
| 6.º  | Gilberto Rhoden     | Alajuelense | 10    |
| =    | Pedro Paulo Ribeiro | Puntarenas  | 10    |
| =    | Eduardo Ramírez     | San Carlos  | 10    |